# Yeo-Neun
Yeo-Neun ist ein Jazzalbum von Okkyung Lee. Die 2019 im 2nd Story Sound Studio / Linden Underground entstandenen Aufnahmen erschienen am 8. Mai 2020 auf Félicia Atkinsons Label Shelter Press.

## Hintergrund
Okkyung Lee hat sich seit ihrer Ankunft in New York City im Jahr 2000 in den unterschiedlichsten Musikrichtungen und -Communities der Stadt bewegt. Auf dem Album Yeo-Neun spielte die Cellistin mit der Harfenistin Maeve Gilchrist, dem Bassisten Eivind Opsvik und dem Pianisten Jacob Sacks.

## Titelliste
- Okkyung Lee: Yeo-Neun (Shelter Press)

1. here we are (once again) 6:09
2. the yellow porcelain bird 3:36
3. another old story (옛날이야기) 3:11
4. in stardust (for kang kyung-ok) 4:13
5. eternally (미련없이) 2:05
6. uiro (up and up and up) 4:00
7. the longest morning 4:44
8. one bright lazy sunday afternoon (you whispered that name) 5:10
9. facing your shadows 3:58
10. then, there (그때 그자리) 2:30

Alle Kompositionen stammen von Okkyung Lee.

## Rezeption
Nach Ansicht von Jes Skolnik, leitender Redakteur von Bandcamp Daily, der das Album zu den essentiellen Veröffentlichungen des Jahres zählt, ist Yeo-Neun eine sehr persönliche Arbeit, die an eine lebendige Autobiographie im Klang grenze, und eine Abkehr von ihren normalerweise eher schrägen und herausfordernden Stücken, obwohl sie nicht weniger intellektuell ausgearbeitet sei. Es gäbe so viele Welten in diesem unglaublichen Album, und es mute beim wiederholten Hören immer so an, als ob es Geheimnisse enthalte, die noch enthüllt werden müssten.

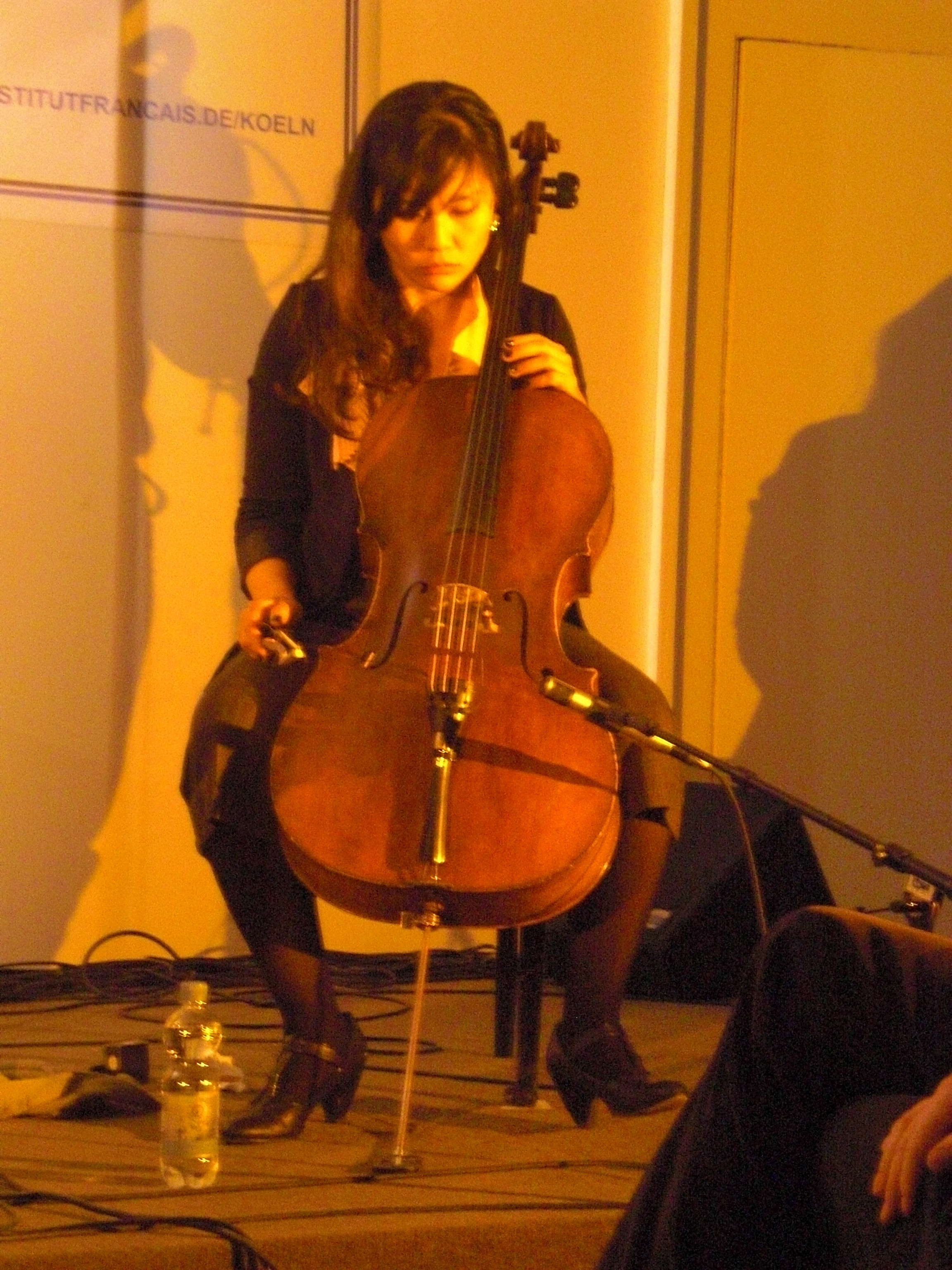
File:Okkyung Lee auf dem Vive Le Jazz-Festival Köln 2011

Steve Smith schrieb in The New Yorker, man spüre, dass ein Teil jeder ihrer Erfahrungen seinen Weg in die Mischung der Musik des Albums gefunden habe. Eine Sentimentalität, die Lee der koreanischen Musik zuschreibt, durchdringe die sanft swingenden kammermusikalischen Werke der Aufnahme, unterbrochen von subtil aggressiven Gesten.
Nach Ansicht von Jonathan Williger (Pitchfork Media) sei Lee eine außergewöhnlich ausdrucksstarke Performerin, die in der Lage sei, Entrückung ebenso effektiv wie Unruhe zu zaubern. Ebenso sei das Album Yeo-Neun nicht nur für seine Raffinesse und zurückhaltende Komplexität bemerkenswert, sondern auch als Ausdruck persönlichen und kreativen Wachstums. Lee bewege sich zwischen formaler Tonalität und struktureller Auflösung und bringe ihre traditionelle musikalische Erziehung mit ihrer anschließenden Erweiterung auf freie Improvisation und avantgardistische Komposition in Einklang. Sie finde eine ungewöhnliche Schönheit darin, den vertrauten Charakter populärer und traditioneller Musik dem Sprung des experimentellen Klangs in das kosmische Unbekannte gegenüberzustellen. Es sei aufregend, Arbeiten zu hören, die von einer Künstlerin reflektiert werden, die oft mit Unbeständigkeit verbunden sei.
Nach Meinung von Adriane Pontecorvo (Pop Matters) ist Yeo-Neun direkt von Musik im koreanischen und westlichen Folk- und Klassikstil beeinflusst; sowohl hinsichtlich der Einfachheit im Kern als auch wegen der Art und Weise, wie Lee die Tradition ständig mit Raum und Lärm untergrabe und mit Expansion und Kontraktion spiele. Okkyung Lee und ihr Quartett fänden eine hervorragende Balance zwischen frei schwebenden und unangenehm angespannten Passagen. „Während Okkyung Lee beim Musizieren auf ihre Vergangenheit und ihren breiteren Hintergrund zurückgreift, genießt sie die Unsicherheit und Offenheit der Zukunft“, resümiert die Autorin. „Auch wenn der Boden aus jedem Stück herausfällt, erinnert uns Lee daran, dass der Weg immer und in allem nach vorne führt.“